# Verbandsgemeinde Altenkirchen (Westerwald)

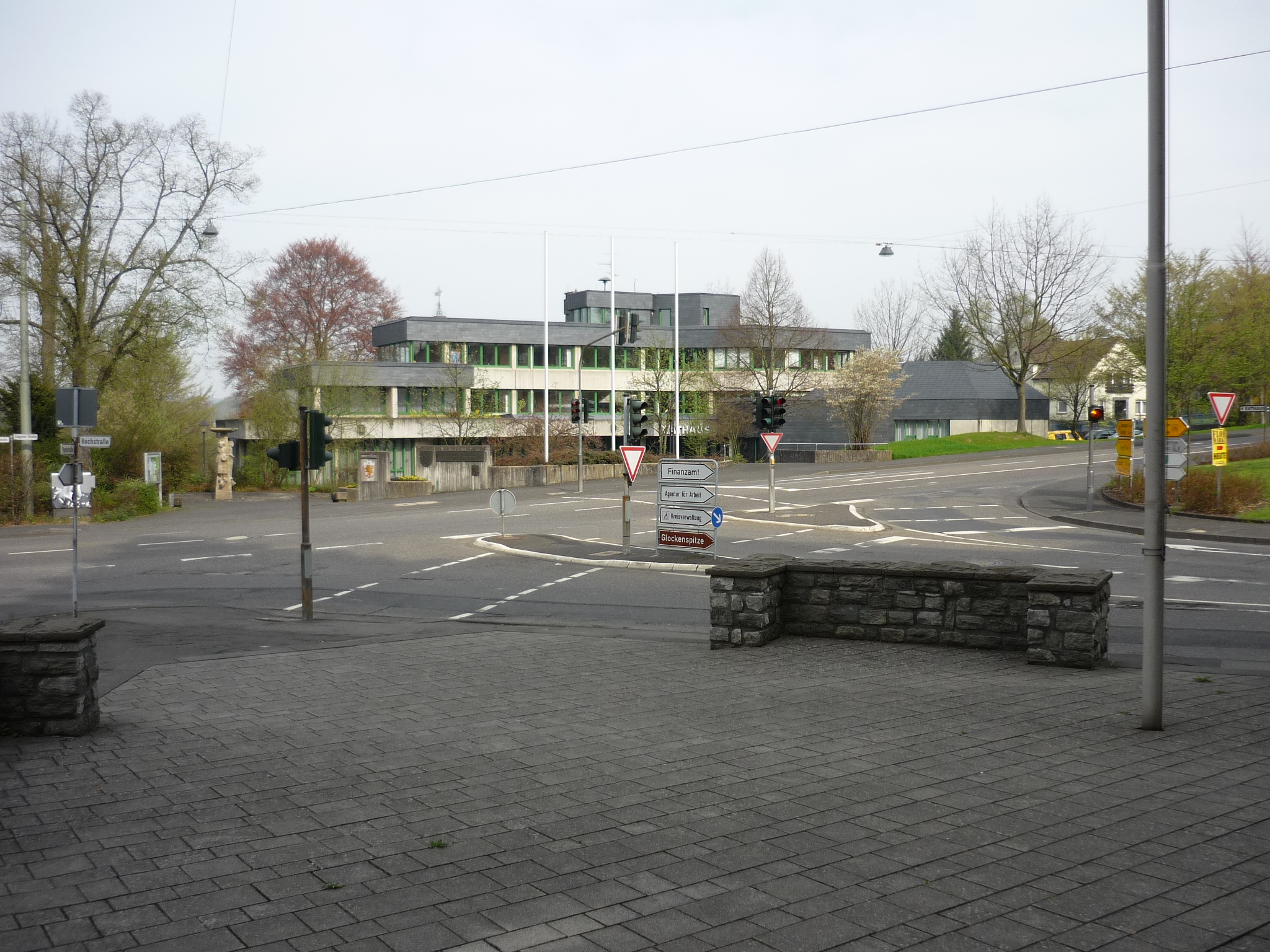
Verbandsgemeindeverwaltung Altenkirchen

Die Verbandsgemeinde Altenkirchen (Westerwald) war bis zum 31. Dezember 2019 eine eigenständige Verbandsgemeinde im Landkreis Altenkirchen (Westerwald) in Rheinland-Pfalz. Ihr gehörten die Stadt Altenkirchen (Westerwald) sowie 41 weitere Ortsgemeinden an, der Verwaltungssitz war in Altenkirchen (Westerwald). Aufgrund des Landesgesetzes über den Zusammenschluss der Verbandsgemeinden Altenkirchen (Westerwald) und Flammersfeld vom 10. Oktober 2018 entstand zum 1. Januar 2020 die neue fusionierte Verbandsgemeinde Altenkirchen-Flammersfeld als Rechtsnachfolgerin.

## Geographie
Die Ortschaften der Verbandsgemeinde liegen im Altenkirchener Becken und auf den das Becken umgebenden Höhenzügen. Das Becken wird von der Wied, die bei Ingelbach in das Gebiet der Verbandsgemeinde eintritt, durchzogen. Bevor sie bei Neitersen die Verbandsgemeinde Flammersfeld erreicht, hat sie innerhalb der Verbandsgemeinde Altenkirchen zahlreiche kleinere Bäche (Almersbach, Erbach, Quengelbach, Ölfer Bach) aufgenommen.
Die höchsten Erhebungen der Verbandsgemeinde sind der Beulskopf (388 m), der Asberg bei Weyerbusch (334 m) und der Dorn bei Altenkirchen (282 m).

## Verbandsangehörige Gemeinden
| Ortsgemeinde, Stadt              | Fläche (km²) | Einwohner |
| -------------------------------- | ------------ | --------- |
| Almersbach                       | 0,61         | 412       |
| Altenkirchen (Westerwald), Stadt | 10,98        | 6.305     |
| Bachenberg                       | 1,67         | 104       |
| Berod bei Hachenburg             | 5,05         | 562       |
| Birnbach                         | 3,11         | 626       |
| Busenhausen                      | 3,02         | 349       |
| Eichelhardt                      | 2,84         | 519       |
| Ersfeld                          | 1,40         | 69        |
| Fiersbach                        | 3,04         | 254       |
| Fluterschen                      | 3,37         | 644       |
| Forstmehren                      | 1,61         | 141       |
| Gieleroth                        | 5,92         | 649       |
| Hasselbach                       | 5,76         | 311       |
| Helmenzen                        | 4,15         | 884       |
| Helmeroth                        | 3,57         | 186       |
| Hemmelzen                        | 2,83         | 279       |
| Heupelzen                        | 2,58         | 247       |
| Hilgenroth                       | 2,96         | 303       |
| Hirz-Maulsbach                   | 6,14         | 307       |
| Idelberg                         | 1,13         | 65        |
| Ingelbach                        | 5,08         | 502       |
| Isert                            | 1,84         | 109       |
| Kettenhausen                     | 1,68         | 280       |
| Kircheib                         | 6,55         | 516       |
| Kraam                            | 2,73         | 177       |
| Mammelzen                        | 4,12         | 1.074     |
| Mehren                           | 3,67         | 495       |
| Michelbach (Westerwald)          | 4,42         | 532       |
| Neitersen                        | 5,64         | 860       |
| Obererbach (Westerwald)          | 3,63         | 548       |
| Oberirsen                        | 9,45         | 609       |
| Oberwambach                      | 3,99         | 416       |
| Ölsen                            | 2,26         | 88        |
| Racksen                          | 1,97         | 137       |
| Rettersen                        | 3,21         | 363       |
| Schöneberg                       | 3,20         | 416       |
| Sörth                            | 1,99         | 250       |
| Stürzelbach                      | 1,77         | 230       |
| Volkerzen                        | 1,98         | 85        |
| Werkhausen                       | 5,75         | 227       |
| Weyerbusch                       | 4,22         | 1.385     |
| Wölmersen                        | 2,63         | 371       |
| Verbandsgemeinde Altenkirchen    | 153,49       | 22.886    |

Stand der Einwohnerzahlen: 31. Dezember 2019 (Statistisches Landesamt Rheinland-Pfalz)

## Geschichte
Die Verbandsgemeinde Altenkirchen (Westerwald) entstand mit dem Achten Verwaltungsvereinfachungsgesetz des Landes Rheinland-Pfalz, das am 28. Juli 1970 durch den damaligen Ministerpräsidenten Helmut Kohl verkündet wurde und am 7. November 1970 in Kraft trat, aus den bisherigen Verbandsgemeinden Altenkirchen und Weyerbusch, die wiederum am 1. Oktober 1968 aus den ehemaligen Ämtern Altenkirchen und Weyerbusch hervorgegangen waren.
Die Verbandsgemeinde Weyerbusch mit ihren 22 Gemeinden zählte etwa 5.600 Einwohner und erreichte so nicht die von der Landesregierung ausgegebene Soll-Richtzahl von 7.500 Einwohnern pro Verbandsgemeinde. So wurde sie in die seinerzeit noch 25 Gemeinden umfassende und 12.500 Einwohner zählende Verbandsgemeinde Altenkirchen eingegliedert. Hinzu kamen von der Verbandsgemeinde Hachenburg im Oberwesterwaldkreis die Ortsgemeinde Berod bei Hachenburg, sowie von der Verbandsgemeinde Flammersfeld die Ortsgemeinden Schöneberg und Neiterschen mit Kahlhardt und Fladersbach, Neiterschen hatte sich schon am 7. Juni 1969 mit den Ortsgemeinden Niederölfen und Neitersen zur Ortsgemeinde Neitersen in Form einer Neubildung zusammengeschlossen. Vorher, am 1. Mai 1969, wurden die zur Verbandsgemeinde Weyerbusch zählenden Gemeinden Marenbach und Rimbach nach Oberirsen sowie die Gemeinde Hilkhausen mit den Ortsteilen Wiesplacken und Irlen nach Weyerbusch eingemeindet.
Die zur Verbandsgemeinde Weyerbusch gehörenden Ortsgemeinden Giershausen und Ziegenhain wurden 1970 in die Verbandsgemeinde Flammersfeld eingegliedert.
Die selbstständige Gemeinde Dieperzen wurde schließlich auf eigenen Wunsch am 10. Juni 1979 nach Altenkirchen eingemeindet.
Die Verbandsgemeinde Altenkirchen (Westerwald) war Rechtsnachfolgerin der Verbandsgemeinden Altenkirchen und Weyerbusch.
Aufgrund des Landesgesetzes über den Zusammenschluss der Verbandsgemeinden Altenkirchen (Westerwald) und Flammersfeld vom 10. Oktober 2018 entstand zum 1. Januar 2020 die neue fusionierte Verbandsgemeinde Altenkirchen-Flammersfeld als Rechtsnachfolgerin.

## Bevölkerungsentwicklung
Entwicklung der Einwohnerzahl, bezogen auf das Gebiet der Verbandsgemeinde Altenkirchen (Westerwald); die Werte von 1871 bis 1987 beruhen auf Volkszählungen:
| Jahr | Einwohner |
| 1815 | 6.490     |
| 1835 | 8.845     |
| 1871 | 11.159    |
| 1905 | 12.998    |
| 1939 | 14.619    |
| 1950 | 16.714    |

| Jahr | Einwohner |
| 1961 | 17.475    |
| 1970 | 18.285    |
| 1987 | 18.495    |
| 1997 | 22.832    |
| 2005 | 23.612    |

## Politik

### Verbandsgemeinderat
Aufgrund der zum 1. Januar 2020 anstehenden Fusion der Verbandsgemeinden Altenkirchen (Westerwald) und Flammersfeld wurde bei der Kommunalwahl am 26. Mai 2019 bereits in Neustruktur gewählt (siehe: Ergebnis). Die Amtszeit der bisherigen Verbandsgemeinderäte wurde per Landesgesetz bis zum 31. Dezember 2019 verlängert. Der somit für das gesamte Kalenderjahr 2019 amtierende Verbandsgemeinderat Altenkirchen (Westerwald) bestand aus 36 ehrenamtlichen Ratsmitgliedern, die bei der Kommunalwahl am 25. Mai 2014 in einer personalisierten Verhältniswahl gewählt wurden, und dem hauptamtlichen Bürgermeister als Vorsitzendem.
Die Sitzverteilung im früheren Verbandsgemeinderat:
| Wahl | SPD | CDU | GRÜNE | FDP | FWG | Gesamt   |
| ---- | --- | --- | ----- | --- | --- | -------- |
| 2014 | 14  | 12  | 4     | 2   | 4   | 36 Sitze |
| 2009 | 14  | 11  | 3     | 4   | 4   | 36 Sitze |
| 2004 | 14  | 14  | 3     | 2   | 3   | 36 Sitze |

- FWG = Freie Wählergruppe Verbandsgemeinde Altenkirchen e. V.

### Bürgermeister
Die Bürgermeister der Verbandsgemeinde Altenkirchen seit 1968:
| Zeitraum  | Bürgermeister              | Anmerkung |
| --------- | -------------------------- | --- |
| 1968–1971 | Emil Haas (SPD)            | 1950–1968 war Haas Amtsbürgermeister im Amt Altenkirchen |
| 1971–1992 | Karlheinz Klöckner (SPD)   | |
| 1992–2016 | Heijo Höfer (SPD)          | |
| 2016–2017 | unbesetzt                  | Nachdem Höfer zum 1. Dezember 2016 für Thorsten Wehner in den Landtag Rheinland-Pfalz nachgerückt ist, wurden die Aufgaben bis zur Neubesetzung vom 1. Beigeordneten Heinz Düber übernommen. |
| 2018–2019 | Fred Jüngerich (parteilos) | Verkürzte Amtszeit wegen der Fusion der Verbandsgemeinden Altenkirchen und Flammersfeld |

Fred Jüngerich setzte sich bei der Stichwahl am 15. Oktober 2017 mit einem Stimmenanteil von 65,4 % durch, nachdem bei der Wahl am 24. September 2017 keiner der ursprünglich vier Bewerber eine ausreichende Mehrheit erreicht hatte. Jüngerich trat sein Amt am 1. Januar 2018 an. Wegen der Fusion der Verbandsgemeinden endete diese Amtszeit per Landesgesetz vorzeitig am 31. Dezember 2019.
Siehe auch Liste der Bürgermeister von Altenkirchen (Westerwald)

### Wahlkreise
Bei Landtagswahlen gehörten die der Verbandsgemeinde Altenkirchen angehörenden Gemeinden zum Wahlkreis 02-Altenkirchen, bei Bundestagswahlen zum Wahlkreis 198-Neuwied.

Wappen der Verbandsgemeinde Altenkirchen

### Wappen
Das Wappen zeigt in Rot einen goldenen Leoparden mit schwarz-weiß gestücktem Bord.
Der Leopard, das Wappen des Grafen von Sayn, wird bereits seit dem Jahr 1907 als Wappen der Kreisstadt Altenkirchen geführt. Durch ein zugefügtes schwarz-weißes Bord und das Weglassen der Mauerkrone ist das Wappen des früheren Amtes Altenkirchen gegenüber dem Wappen der Kreisstadt Altenkirchen geändert worden. Das schwarz-weiß getünchte Bord betont die Zugehörigkeit zu Preußen.

### Kommunalpartnerschaften
Die Verbandsgemeinde Altenkirchen unterhielt seit 1972 mit der französischen Stadt Tarbes im Département Hautes-Pyrénées und seit 1995 mit der polnischen Gemeinde Olszanka in der Woiwodschaft Oppeln Kommunalpartnerschaften.
Auf der Grundlage der Partnerschaft mit Tarbes fand ein Schüleraustausch statt, an dem das Westerwald-Gymnasium und die Realschule Plus Altenkirchen teilhaben. Weiterhin sind aus der Partnerschaft auch Kontakte zwischen verschiedenen Vereinen entstanden. Auch bei der Partnerschaft mit Olszanka hatte der Jugendaustausch Vorrang. Außerdem hatten die Freiwilligen Feuerwehren der Verbandsgemeinde Altenkirchen und der Gemeinde Olszanka freundschaftliche Beziehungen zueinander aufgebaut.

## Wirtschaft und Infrastruktur

### Verkehr

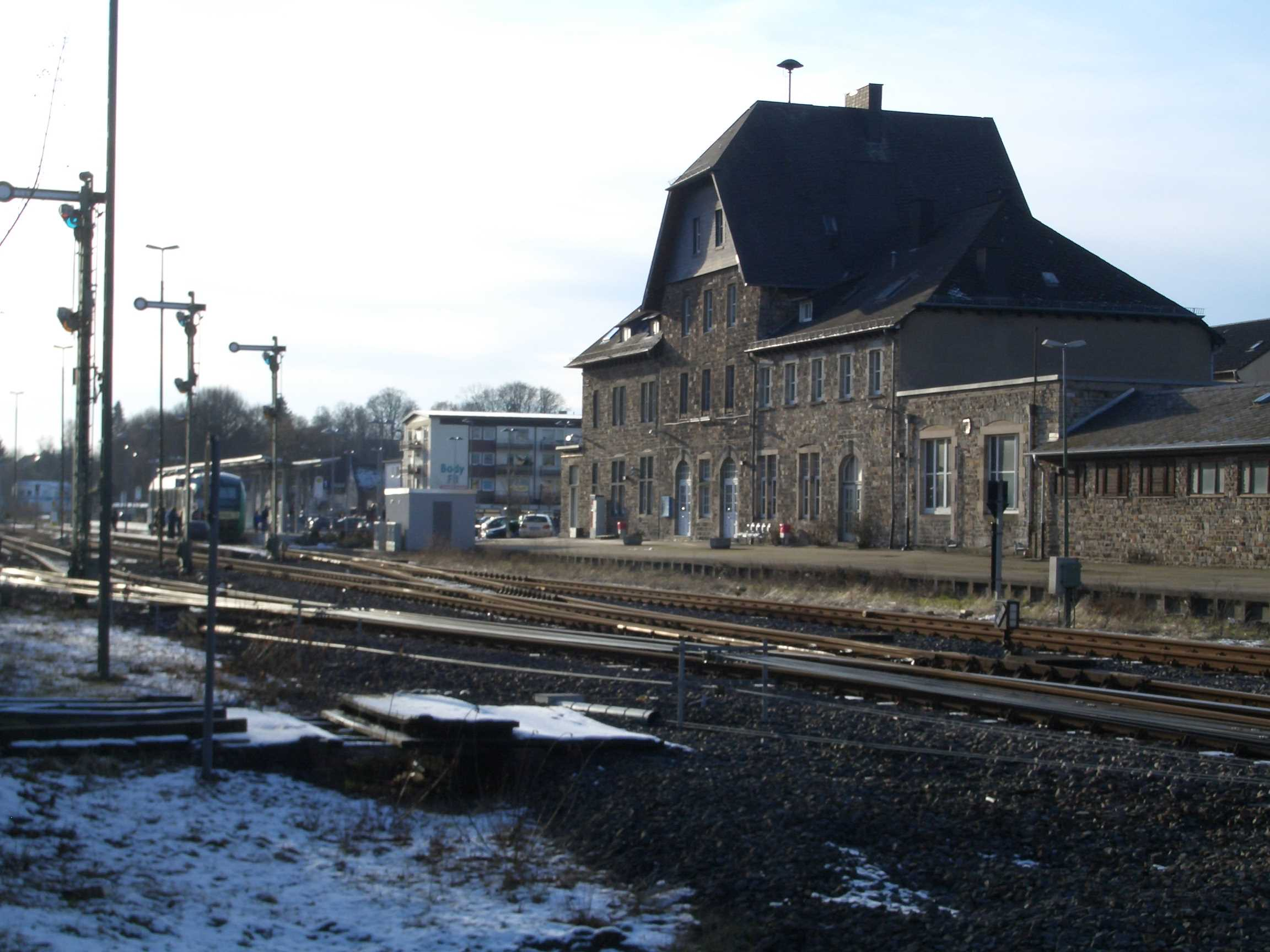
Altenkirchen, Bahnhof

Durch die Verbandsgemeinde Altenkirchen führen die Bundesstraßen 8, 256 und 414.
Die Verbandsgemeinde ist an die Oberwesterwaldbahn angebunden, die von der Hessische Landesbahn GmbH betrieben wird. Seit 1. August 2002 ist der VRS-Tarif als Übergangstarif auf den Schienenstrecken im Kreis Altenkirchen anerkannt.
Bahnstationen gibt es in Altenkirchen (Westerwald), Ingelbach und Obererbach.

### Bildung
Grundschulen
- Pestalozzi-Grundschule Altenkirchen
- Erich-Kästner-Grundschule Altenkirchen
- Bürgermeister-Raiffeisen-Schule Weyerbusch
- FEBA – Freie Evangelische Bekenntnisschule Altenkirchen

Staatliche Kooperative Gesamtschule Altenkirchen
- Westerwald-Gymnasium
- Realschule Plus

Volkshochschule
- Als staatlich anerkannte Einrichtung der Weiterbildung übernimmt das Haus Felsenkeller e. V. die Aufgaben der außerschulischen Bildung für die Verbandsgemeinde Altenkirchen.

Studieneinrichtungen
- Theologisches Seminar Rheinland in Wölmersen

### Tourismus
Die Verbandsgemeinde Altenkirchen (Westerwald) verfügt über ein ausgebautes und markiertes Wander- und Radwegenetz. So bieten unter anderem das landschaftlich reizvolle Mehrbachtal im Westen der Verbandsgemeinde und das zur „Kroppacher Schweiz“ gehörige Nistertal bei Helmeroth im Nordosten individuelle und interessante Wanderungen. Auch der 2008 eröffnete und insgesamt 235 Kilometer lange „Westerwald-Steig“ liegt mit einer Strecke von 28 Kilometern in der Verbandsgemeinde Altenkirchen (Westerwald). Hierbei führt der Westerwald-Steig auch am Beulskopf vorbei. Der Beulskopf, die höchste Erhebung (388 Meter ü. NN), liegt im Norden in der Ortsgemeinde Heupelzen. Hier wurde 1990 ein hölzerner Aussichtsturm – der „Raiffeisenturm“ – mit einer Höhe von 35 m errichtet. Benannt wurde er zu Ehren des Sozialreformers Friedrich Wilhelm Raiffeisen.